# Tercelete

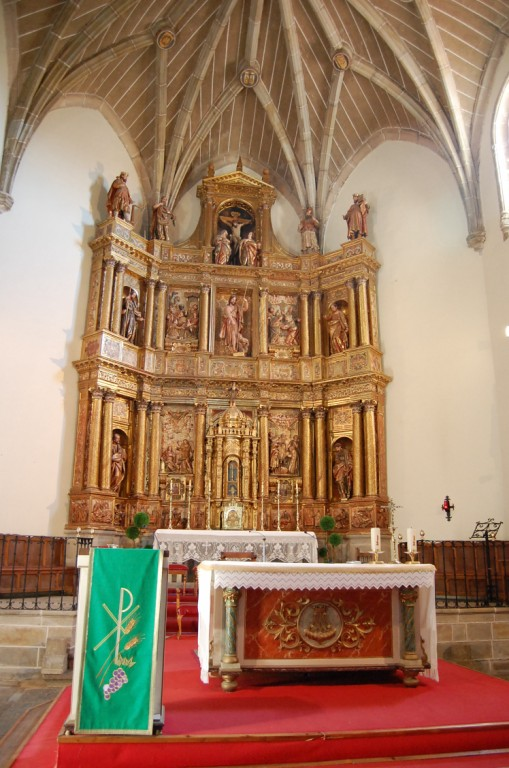
Iglesia de San Juan (Malpartida de Plasencia).

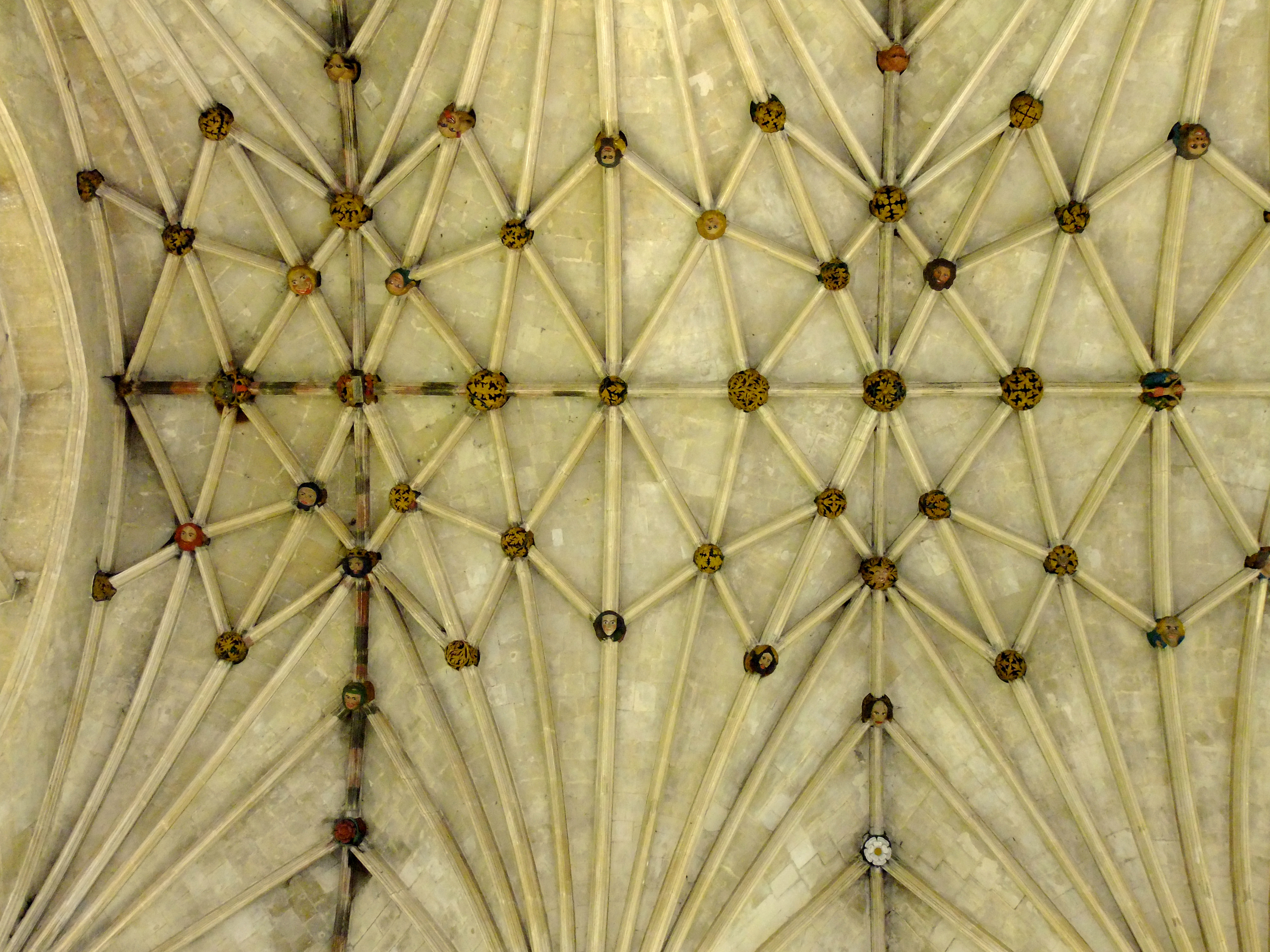
Catedral de Ely.

Tercelete o arco tercelete es cada uno de los nervios —o arcos— de una bóveda de crucería compleja —de las propias del Gótico tardío— que va desde cada uno de los ángulos de apoyo —donde se une con los nervios o arcos diagonales— hasta las claves secundarias de la bóveda —dado que en estas bóvedas complejas hay varias claves de bóveda (habitualmente destacadas con un florón o con un pinjante)—, uniéndose de dos en dos para formar un nervio secundario llamado «ligadura» (lierne en francés), que va hasta la clave central.
Además de su capacidad decorativa, funcionalmente sirven para sostener los tímpanos de la plementería, que en estas bóvedas puede llegar a ser más amplia.

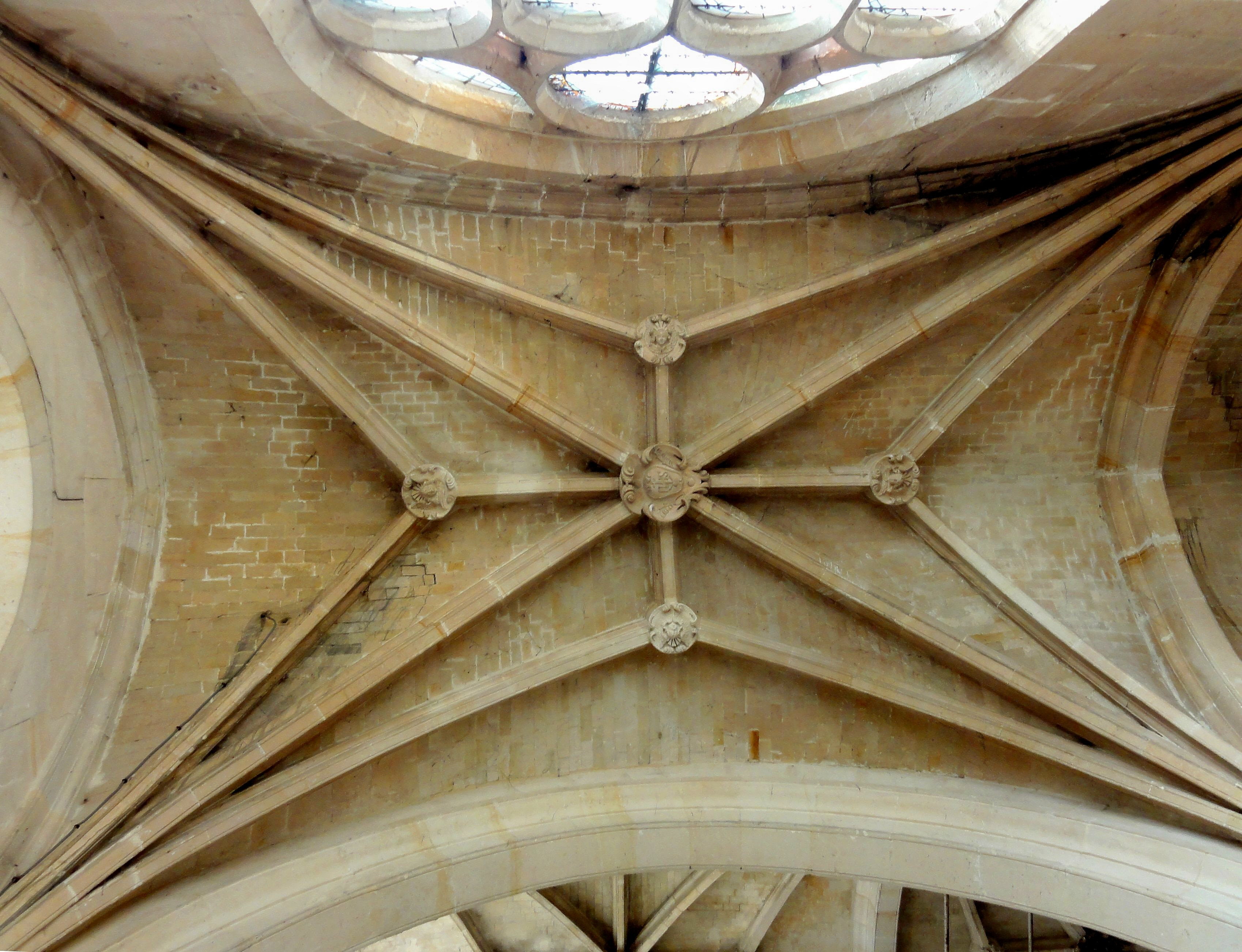
Iglesia de la Natividad de la Virgen de Le Mesnil-Aubry.
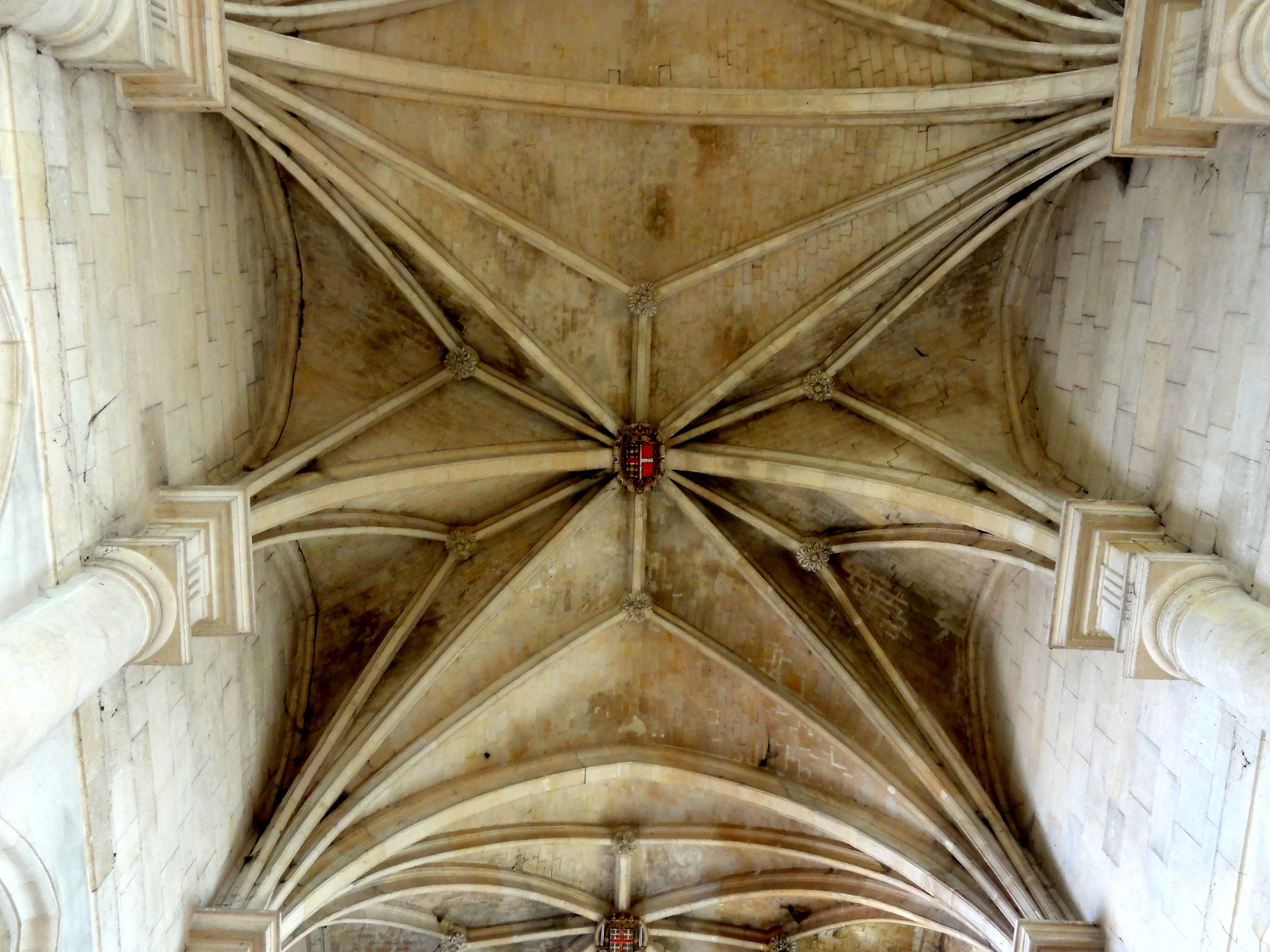
Ídem.Bóveda sexpartita con liernes y terceletes.
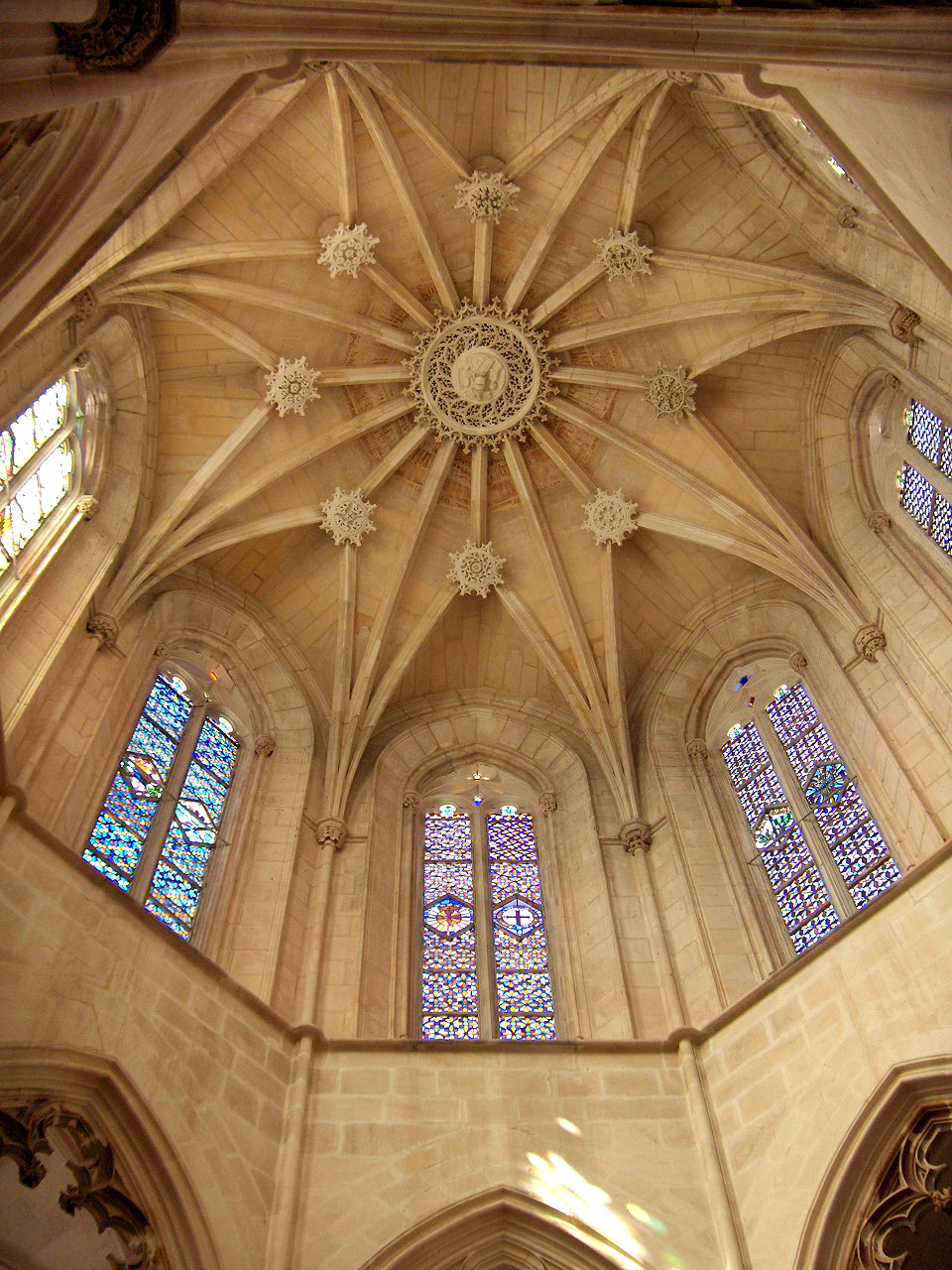
Capilla del Fundador en el monasterio de Batalha.
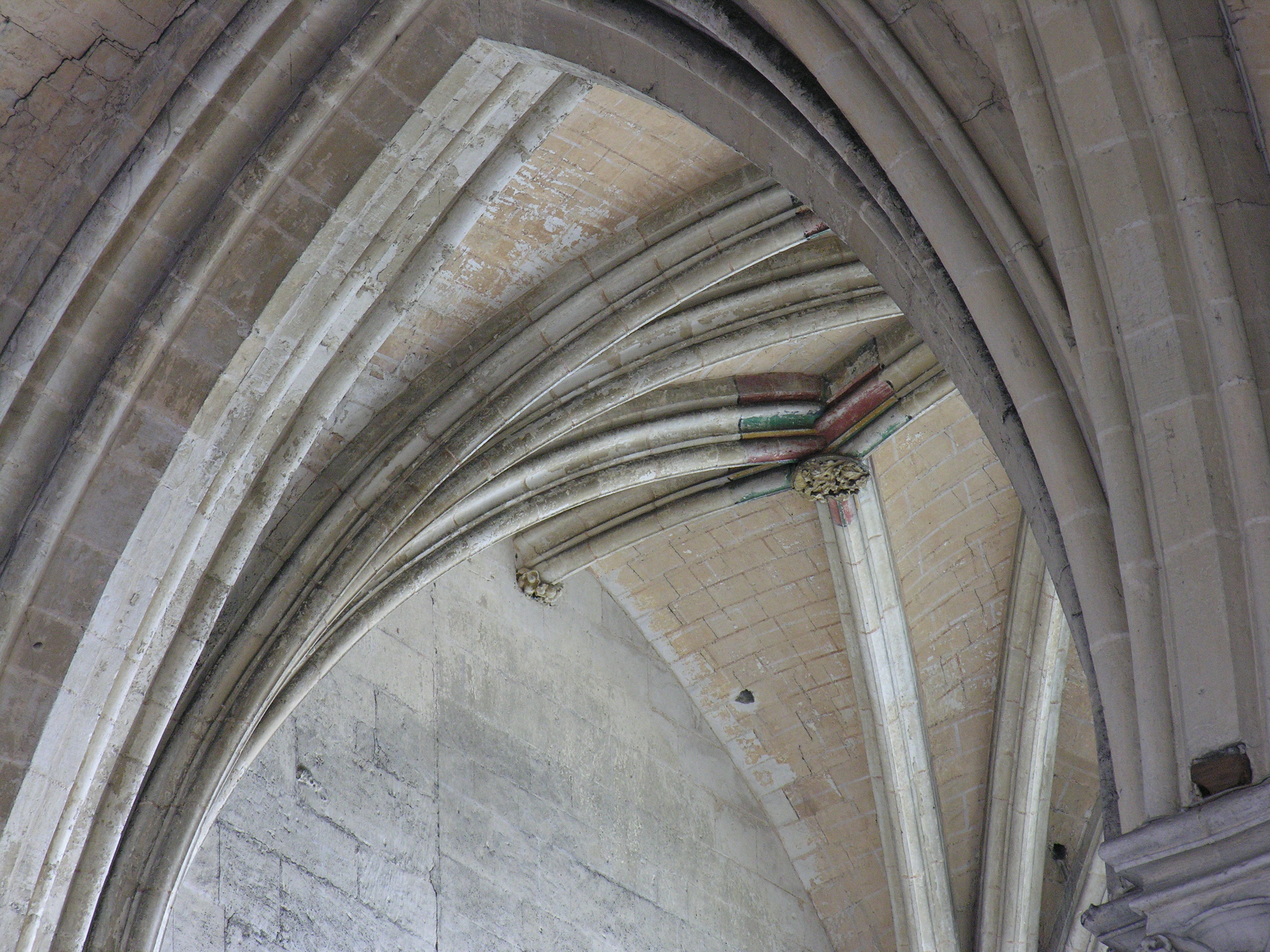
Catedral de Amiens.
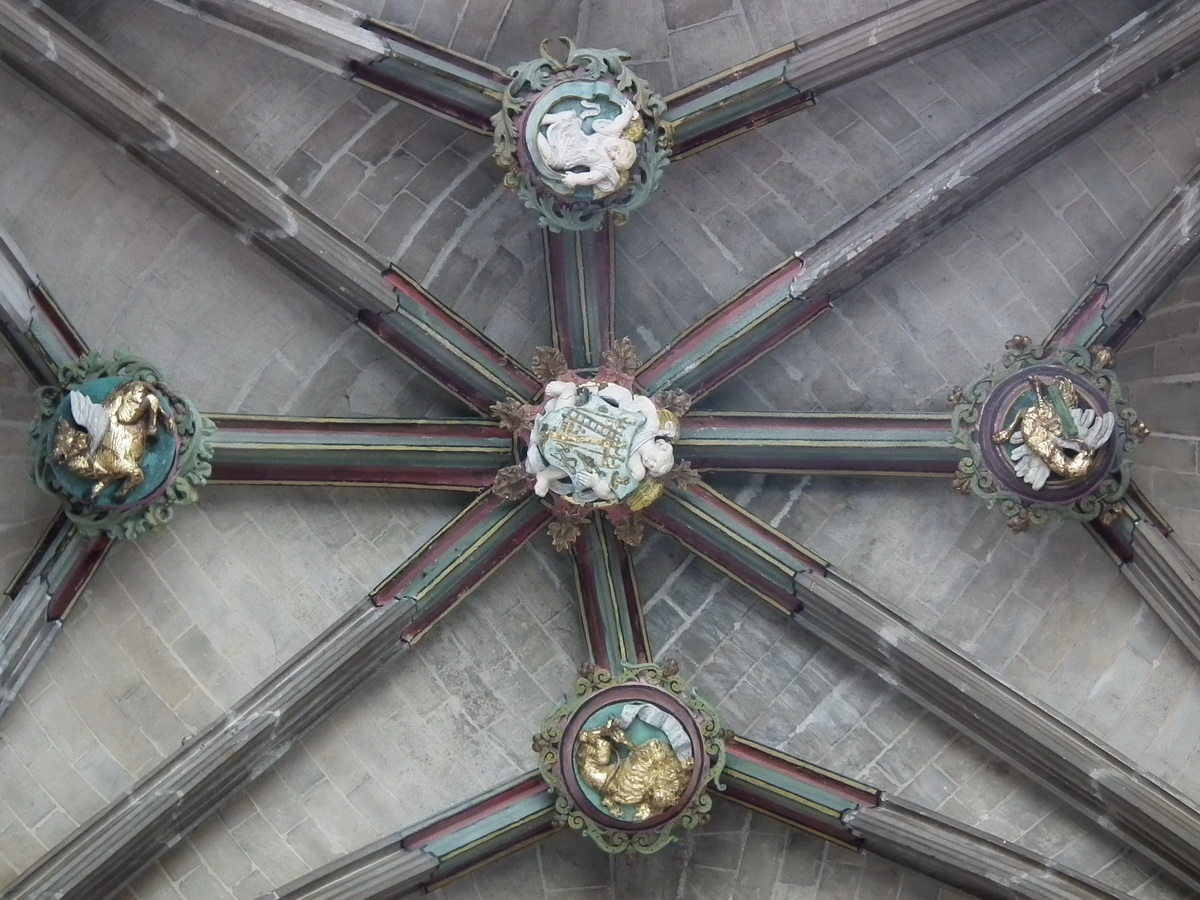
Iglesia de San Vulfran[4] (Abbeville).
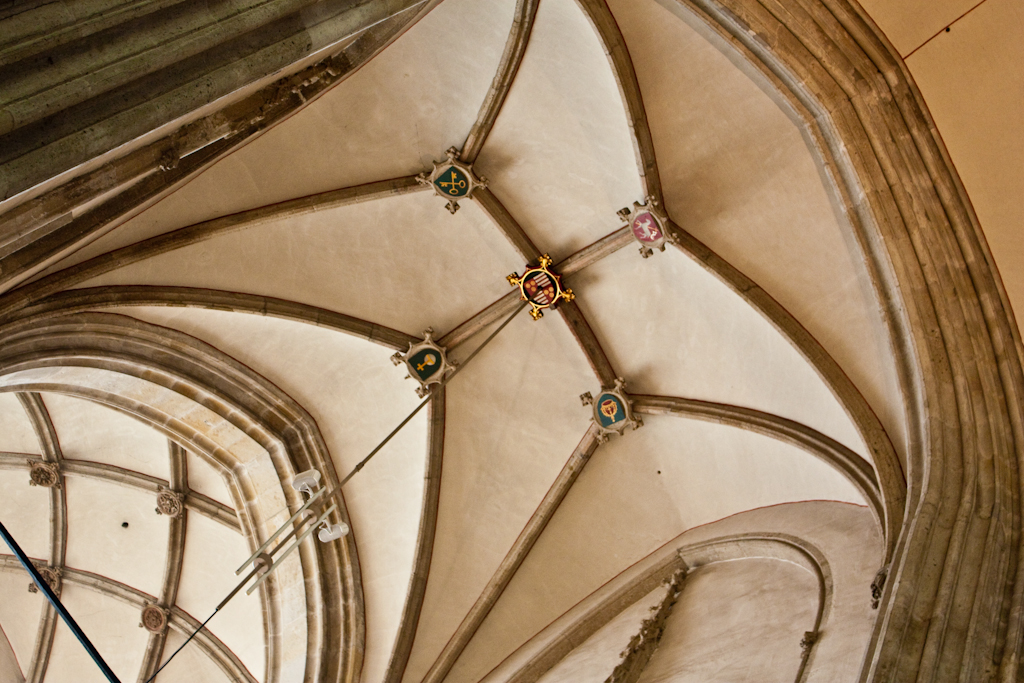
Catedral de San Martín (Utrecht).
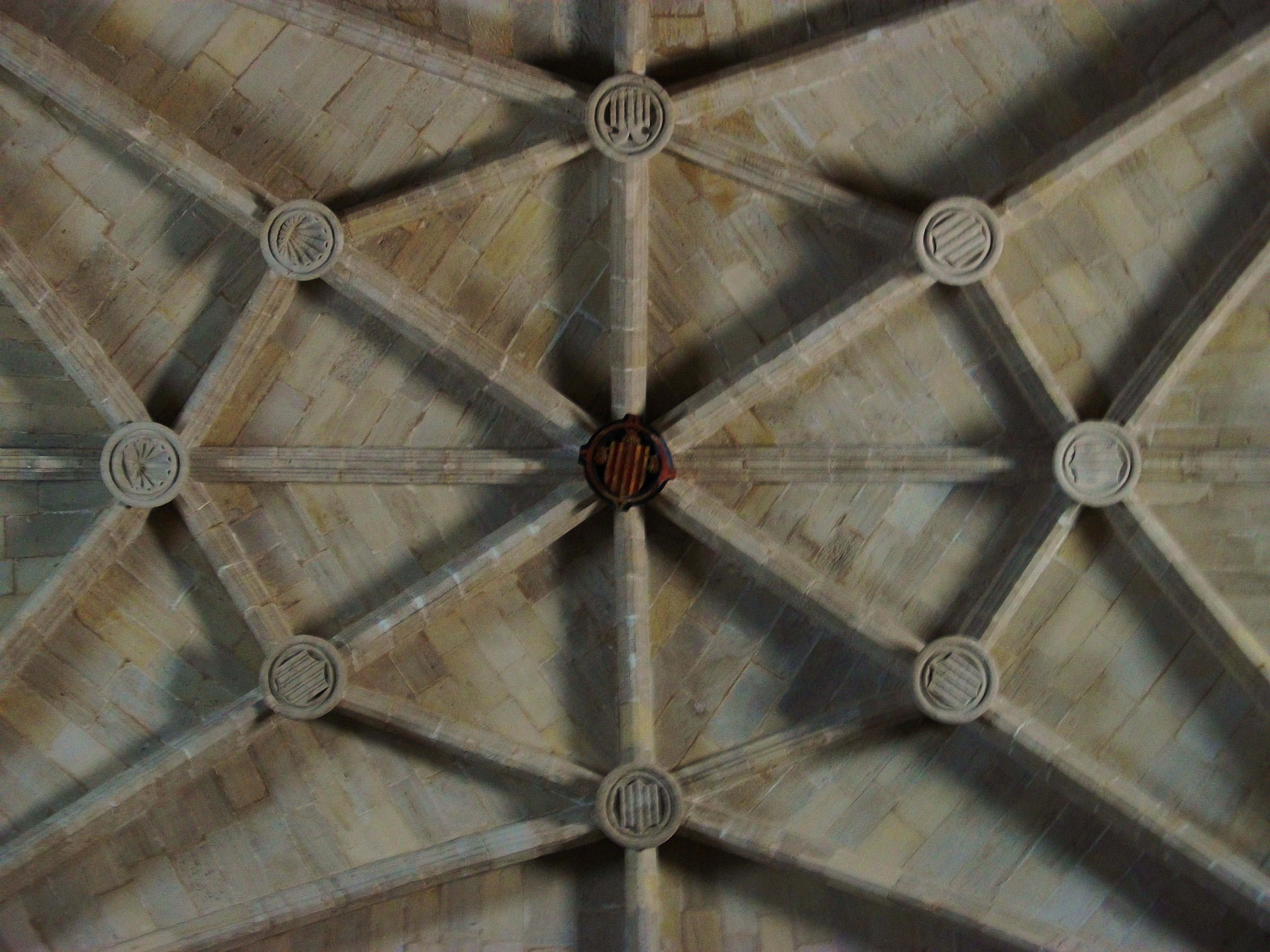
Iglesia de Santiago (Orihuela).
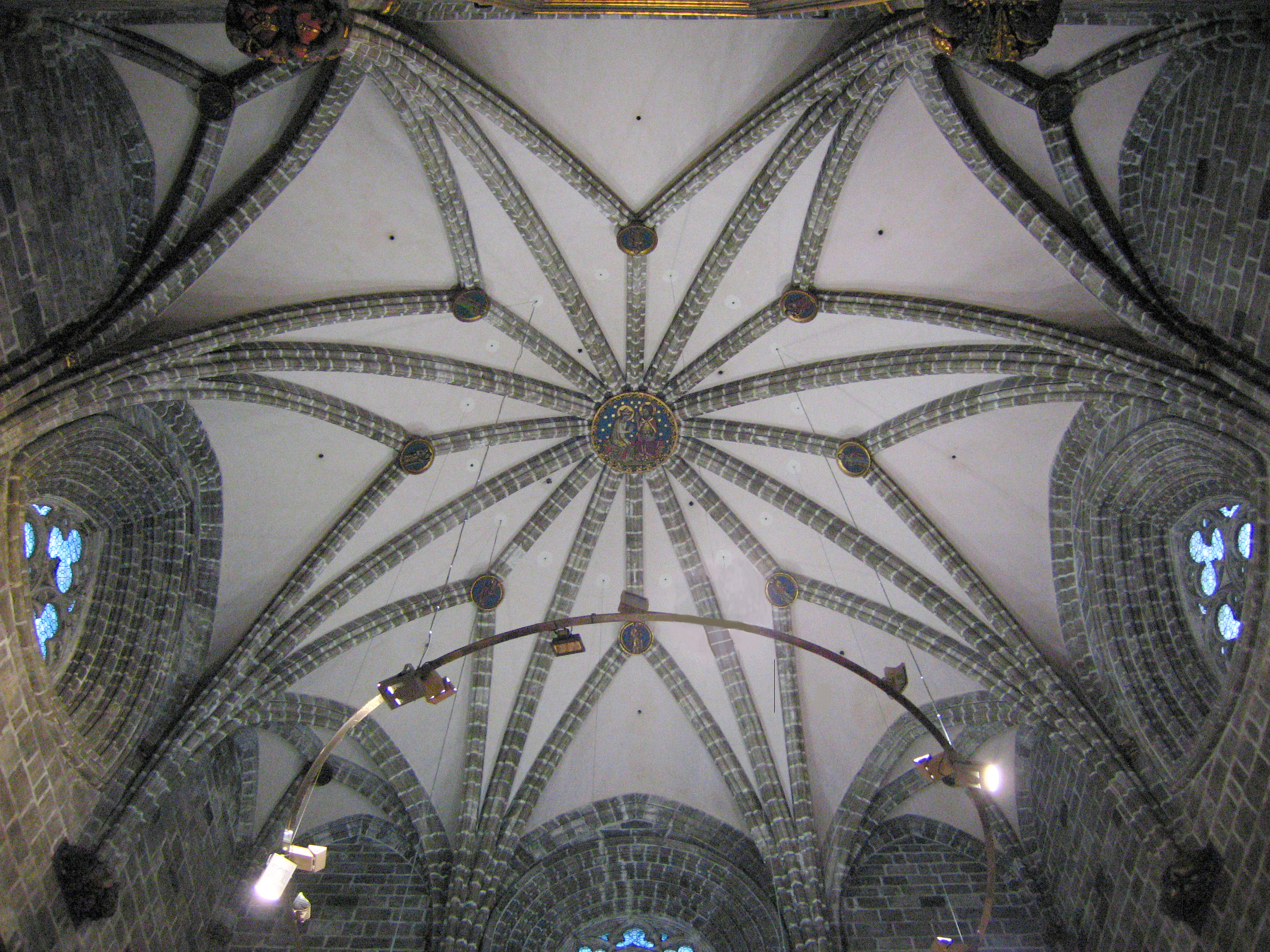
Capilla del Sant Calze ("Santo Cáliz") de la Catedral de Valencia.
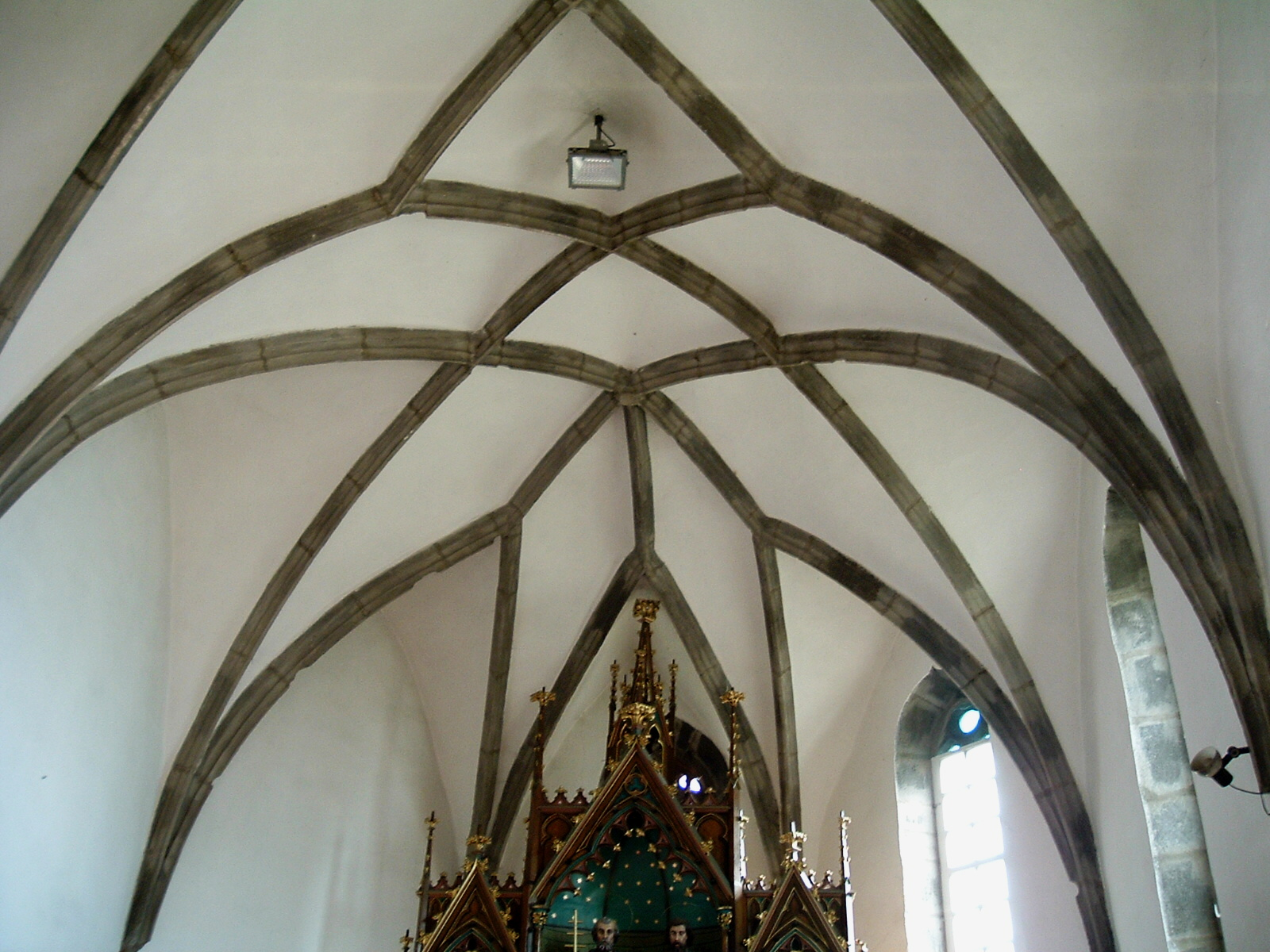
Iglesia de Hokovce (Eslovaquia).
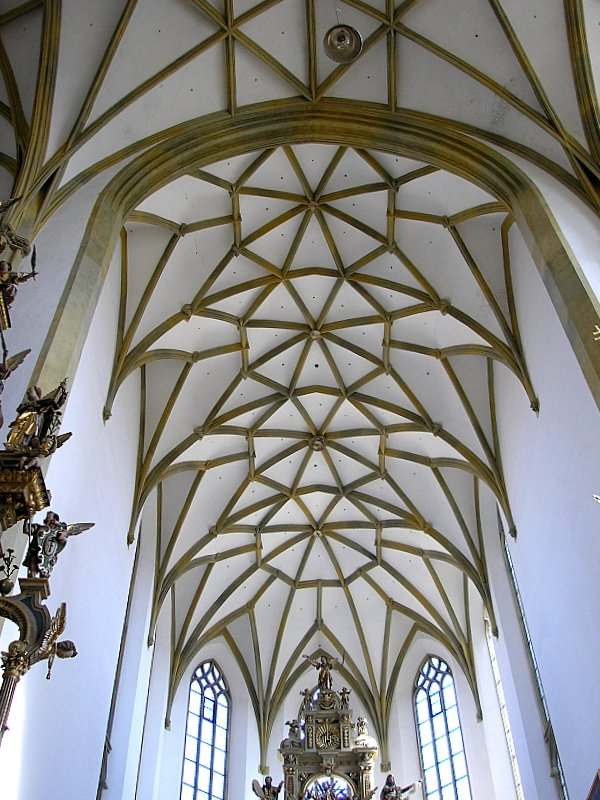
Basílica de los Santos Ulrico y Afra (Augsburgo).
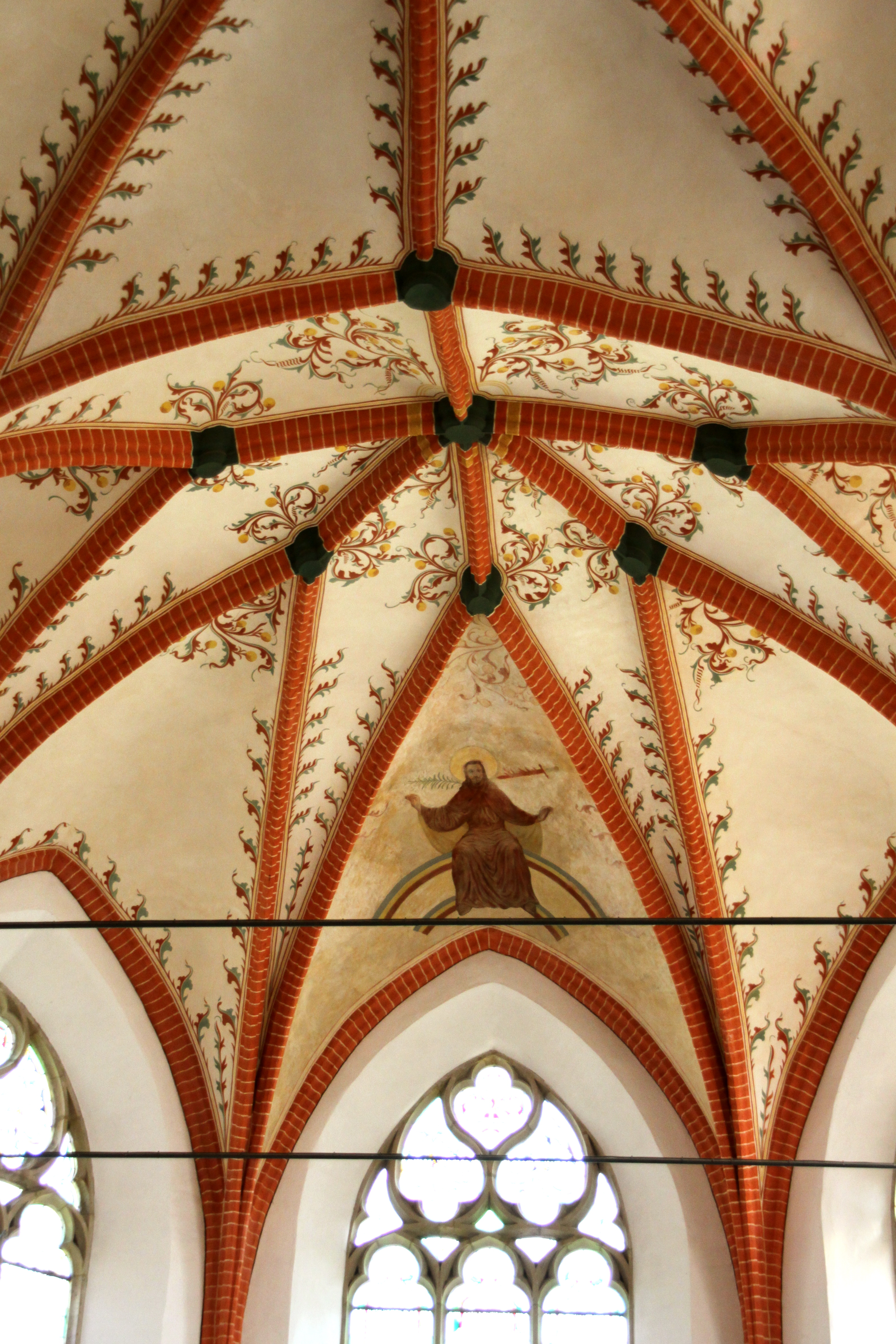
Iglesia Hinter.

Las bóvedas de tercelete son un paso de complejidad intermedia entre las bóvedas de crucería del Gótico inicial y pleno y las bóvedas de ligadura y  bóvedas estrelladas, de tracería compleja, llegando a extremos de sofisticación en las bóvedas de abanico y las bóvedas pinjantes.

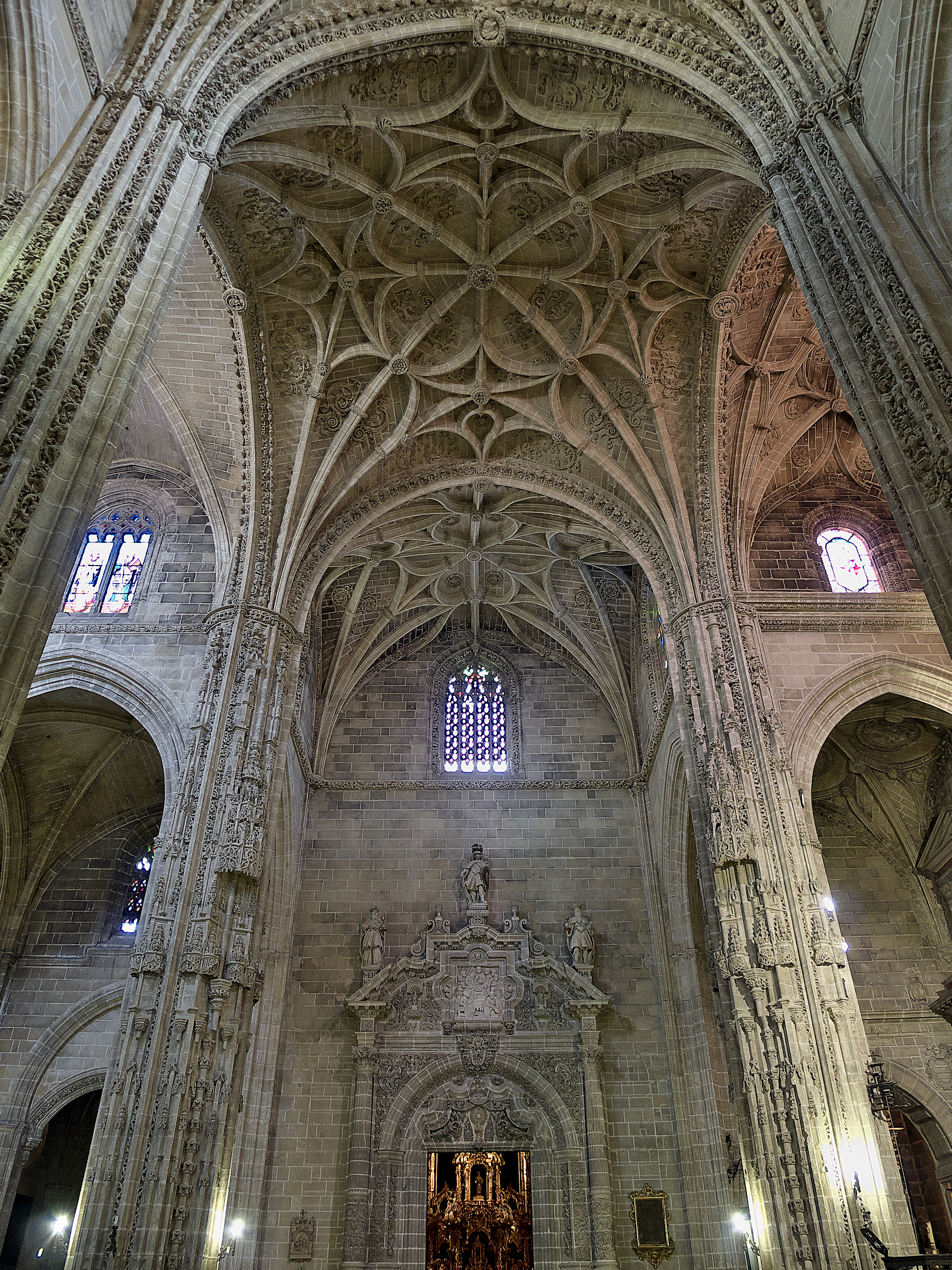
Iglesia de San Miguel (Jerez de la Frontera).
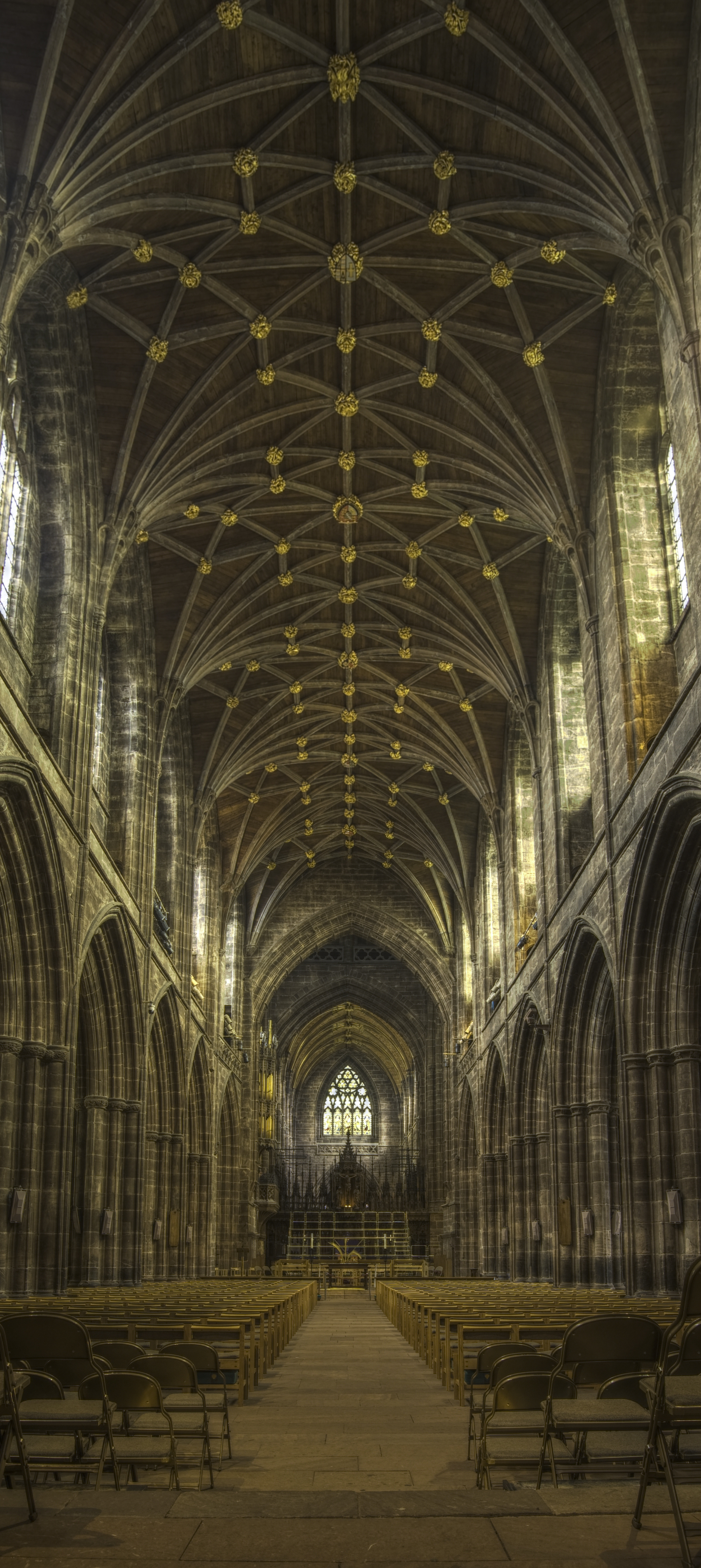
Catedral de Chester.